# Sólvit E. Nolsø
Sólvit Emilsson Nolsø (ur. 4 września 1985)  – farerski polityk, od 2022 roku minister spraw społecznych.

## Życiorys
Urodził się jako syn Sigrid i Emila Nolsø. Z wykształcenia jest politologiem, był dziennikarzem Kringvarp Føroya.

### Kariera polityczna
W wyborach parlamentarnych w 2015 roku bezskutecznie kandydował z list Farerskiej Partii Ludowej do Løgtingu, uzyskując 162 głosy. Nie ubiegał się ponownie o mandat w wyborach w 2019 roku. W kwietniu 2021 roku został sekretarzem Farerskiej Partii Ludowej. 5 stycznia 2022 roku Partia Ludowa ogłosiła, że uzyskał on jej nominację na stanowisko ministra spraw społecznych. Dzień później premier powołał go w skład rządu na tym stanowisku.

## Życie prywatne
Jest żonaty z Erlu Bech, wraz z którą ma troje dzieci.